# Ludwig Menke (Politiker)

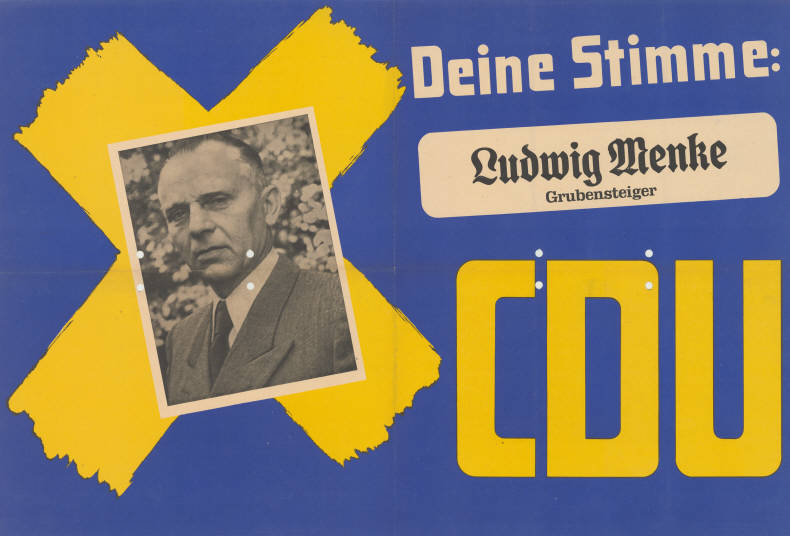
Ludwig Menke auf einem Landtagswahlplakat 1950

Ludwig Menke (* 17. März 1887 in Gelsenkirchen; † 22. März 1982) war ein deutscher Bergmann und Politiker (Zentrum, CDU).
Zwischen 1917 und 1945 war Menke Steiger in Buer-Scholven.
Bis zu ihrer Selbstauflösung im Juli 1933 war er Mitglied der Zentrumspartei. Nach 1945 trat Menke der neu gegründeten CDU bei. Im Jahr 1946 war er Mitglied des Provinzialrates Westfalen und von September 1946 bis April 1947 Mitglied des ernannten Landtages von Nordrhein-Westfalen.